# نیو دیک
نیو دیک (به هلندی: Nieuw-Dijk) یک روستا در هلند است که در مونتفرلاند واقع شده‌است. نیو دیک ۸۳۴ نفر جمعیت دارد.